# 莱昂纳多·罗德里格斯·佩雷拉
莱昂纳多·罗德里格斯·佩雷拉（Leonardo Rodriguez Pereira，1986年9月22日－），常简称为莱昂纳多，巴西足球运动员，司职中场，效力中超的山东鲁能泰山。莱昂纳多在效力經典K聯賽的全北現代汽車後被廣為人知，前往韩国效力前，莱昂纳多长期效力于希腊足球超级联赛，先后效力过色拉西布洛斯、莱瓦迪亚克斯和AEK雅典三家足球俱乐部。其于AEK雅典效力期间的首秀登场是2009年8月20日对阵瓦斯卢伊的欧联杯比赛。

## 荣誉

### AEK雅典
- 希臘足球盃：2010－11

### 全北现代汽车
- 经典K联赛：2014，2015

- 亚足联冠军联赛:2016

### 艾查捷拉
- 阿聯酋阿拉伯海灣聯賽：2016-2017

### 個人荣誉
- K联赛最佳十一人: 2013, 2016